# Renault 3
Der Renault 3 – kurz R3 – war ein Automobilmodell, das von dem französischen Hersteller Renault zwischen September 1961 und August 1962 verkauft wurde. Es war die Sparversion des erfolgreichen Modells Renault 4. Mit seiner spartanischen Ausstattung war der R3 besonders für die Bedürfnisse von Behörden gedacht. 
Da der Absatz jedoch hinter den Erwartungen blieb, wurde die Produktion nach nur 2571 Exemplaren eingestellt. In Deutschland wurde der R3 ohne eigenständige Bezeichnung als preisgünstige Variante des R4 angeboten.

## Unterschiede zum R4
Die Karosserie war baugleich mit der des R4, lediglich das dritte Seitenfenster zwischen C- und D-Säule fehlte. Der Wagen hatte weder verchromte Zierteile noch einen elektrischen Heizungslüfter. Eingebaut wurde nur ein Vierzylinder-Reihenmotor mit 603 cm³ Hubraum und 23 PS (17 kW). Durch den verringerten Hubraum wurde der Wagen in Frankreich in die Steuerklasse 3 eingeordnet, was sich in der Modellbezeichnung R3 niederschlug. Wahrscheinlich wurde der Wagen nur in der Farbe Hellgrau angeboten.